# Indiana Jones and the Temple of Doom (computerspel)
Indiana Jones and the Temple of Doom is een arcadespel, gebaseerd op de gelijknamige film. Het spel werd ontwikkeld door Atari Games en in 1985 uitgebracht als arcadespel. Het was een van de eerste spellen die werden uitgebracht onder de Atari Standard I-banner. Later werd het ook overgezet naar de Amiga, Amstrad CPC, Apple II, Atari ST, Commodore 64, DOS, MSX, NES en ZX Spectrum.

## Platforms
| Jaar | Platform                                              |
| ---- | ----------------------------------------------------- |
| 1985 | Arcade                                                |
| 1987 | Amstrad CPC, Atari ST, Commodore 64, MSX, ZX Spectrum |
| 1988 | NES                                                   |
| 1989 | Amiga, Apple II, DOS                                  |

## Gameplay
De speler neemt de rol aan van Indiana Jones ("Indy"), die de schuilplaats van de beruchte Thuggeesekte binnendringt, enkel gewapend met zijn bekende zweep. Het doel van het spel is het bevrijden van de kinderen die door de sekte als slaven worden gebruikt, en de gestolen “Sankara stenen” veroveren. Indy heeft in het spel geen gezondheidsmeter, waardoor iedere aanraking met een vijand of obstakel meteen resulteert in het verlies van een leven. Bij aanvang van het spel kan de speler een moeilijkheidsgraad uitkiezen.
Het spel is ontwikkeld onder de licentie van Lucasfilm. Derhalve bevat het muziek uit de film, en stemopnames van Harrison Ford als Indiana Jones en Amrish Puri als Mola Ram.

## Levels

### Eerste level
Het eerste level speelt zich af in de ondergrondse mijngangen van de Thuggee. Indy moet de kooien opsporen waar de kinderen in zitten, en de sloten openbreken met zijn zweep. De zweep is tevens Indy’s enige wapen. Vijanden als vleermuizen kunnen ermee worden gedood, maar de Thuggee bewakers kunnen er enkel mee worden verdoofd. Om ze permanent uit te schakelen moet Indy ze tegen obstakels aan slaan zoals een lavaput.
Later in het level duikt ook de Maharaja Prins op. Indy kan hem alleen ontwijken, want als Indy hem met de zweep raakt gebruikt de prins zijn voodoopop die de speler tijdelijk verlamd.
Als Indy te lang wacht met actie ondernemen, verschijnt Mola Ram die brandende harten naar Indy gooit.

### Tweede level
In het tweede level rijdt Indy in een mijnkarretje met hoge snelheid. Hij moet andere mijnkarretjes ontwijken, en uitkijken dat hij niet een doodlopend stuk rails oprijdt.
Het level eindigt als Indy het eind van het level ongedeerd bereikt. Terwijl Indy zijn mijnkarretje tot stilstand brengt, kan hij zijn zweep niet gebruiken.

### Derde level
Het derde level speelt zich af in de tempel van Kali, waar een van de Sankara stenen zich bevindt. Indy moet valstrikken, bewakers en Mola Ram ontwijken om de steen te bemachtigen.
De speler moet alle drie deze levels 3 keer uitspelen om alle drie de stenen te bemachtigen. Daarna moet de speler het eerste en tweede level nog een vierde keer uitspelen om bij het vierde level te komen.

### Vierde level
In dit level steekt Indy een smalle brug over waarbij zijn bewegingen zijn beperkt tot links en rechts. Thuggeewachters proberen Indy op de brug te bereiken. Indy moet de brug veilig zien over te steken. Als de speler de overkant haalt en de daar aanwezige laatste steen pakt, verschijnt er een tussenfilmpje waarin Indy de brug laat instorten en Mola Ram in de rivier valt.

### Vijfde level
Dit laatste level is wederom een mijnlevel, waarin Indy een aantal gouden beelden moet verzamelen. Elk beeld moet binnen een tijdslimiet worden bemachtigd.

## Ontvangst
| Beoordeeld door                       | Platform     | Datum         | Score |
| ------------------------------------- | ------------ | ------------- | ----- |
| ACE (Advanced Computer Entertainment) | Commodore 64 | december 1987 | 78%   |
| The Games Machine (GB)                | ZX Spectrum  | december 1987 | 64%   |
| Commodore User                        | Commodore 64 | november 1987 | 60%   |
| The Games Machine (GB)                | Atari ST     | december 1987 | 56%   |
| The Games Machine (GB)                | Amstrad CPC  | december 1987 | 42%   |
| Power Play                            | Atari ST     | 1987          | 40%   |
| The Games Machine (GB)                | Commodore 64 | december 1987 | 32%   |
| All Game Guide                        | Commodore 64 | 1998          | 30%   |
| The Video Game Critic                 | NES          | 23 mei 2008   | 16%   |